# 公布 (法律)
公布（英語：Promulgation）是法律法规经立法机关表决通过后公布大众的程序。

## 中华人民共和国的情况

### 法律
根据《中华人民共和国立法法》规定，由全国人民代表大会及其常务委员会通过的法律由国家主席签署主席令予以公布， 法律签署公布后，及时在全国人民代表大会常务委员会公报和中国人大网以及在全国范围内发行的报纸上刊载。

### 行政法规
根据《中华人民共和国立法法》规定，“行政法规由总理签署国务院令公布；有关国防建设的行政法规，可以由国务院总理、中央军事委员会主席共同签署国务院、中央军事委员会令公布。行政法规签署公布后，及时在国务院公报和中国政府法制信息网以及在全国范围内发行的报纸上刊载。”

### 地方性法规、自治条例和单行条例、规章
根据《中华人民共和国立法法》规定：“省、自治区、直辖市的人民代表大会制定的地方性法规由大会主席团发布公告予以公布。
　　 省、自治区、直辖市的人民代表大会常务委员会制定的地方性法规由常务委员会发布公告予以公布。
　　设区的市、自治州的人民代表大会及其常务委员会制定的地方性法规报经批准后，由设区的市、自治州的人民代表大会常务委员会发布公告予以公布。
　　 自治条例和单行条例报经批准后，分别由自治区、自治州、自治县的人民代表大会常务委员会发布公告予以公布。
　　地方性法规、自治区的自治条例和单行条例公布后，及时在本级人民代表大会常务委员会公报和中国人大网、本地方人民代表大会网站以及在本行政区域范围内发行的报纸上刊载。”
“ 部门规章由部门首长签署命令予以公布。
　　 地方政府规章由省长、自治区主席、市长或者自治州州长签署命令予以公布。
　    部门规章签署公布后，及时在国务院公报或者部门公报和中国政府法制信息网以及在全国范围内发行的报纸上刊载。
　　 地方政府规章签署公布后，及时在本级人民政府公报和中国政府法制信息网以及在本行政区域范围内发行的报纸上刊载。”

## 中华民国的情况
完成三读的法律案由立法院提请总统公布并送行政院。总统应在收到10日内签署总统令公布法律（并发表在总统府公报），或由行政院移请立法院覆议。

## 其他各国的情况

### 法国
根据法兰西第五共和国宪法第十条的规定：“共和国总统在被表决通过的法律的最终版本被送至政府后两周内公布法律。总统可在两周期限内向议会申请对此法律或法律中部分条文的重新讨论，重新讨论不可被拒绝”。
与美国相反，法国总统并没有一票否决议会通过的法律的权力。
美国
国会法只有在如下情况下才有法律效力：
由美国总统签署；在收到十日内未被总统签署也未被否决的法律；参议院与众议院都以三分之二多数推翻总统否决的法律。
美国的行政法只有在《联邦公报》上发表后才能被视为正式公布。
宪法修正案则在被四分之三的立法机构批准后才能生效。
在有足够的州（目前为38个）批准修正案后，由国家档案和记录管理局局长给出修正案批准并成为宪法一部分的证明。